# Museum für bildende Künste in Mulhouse

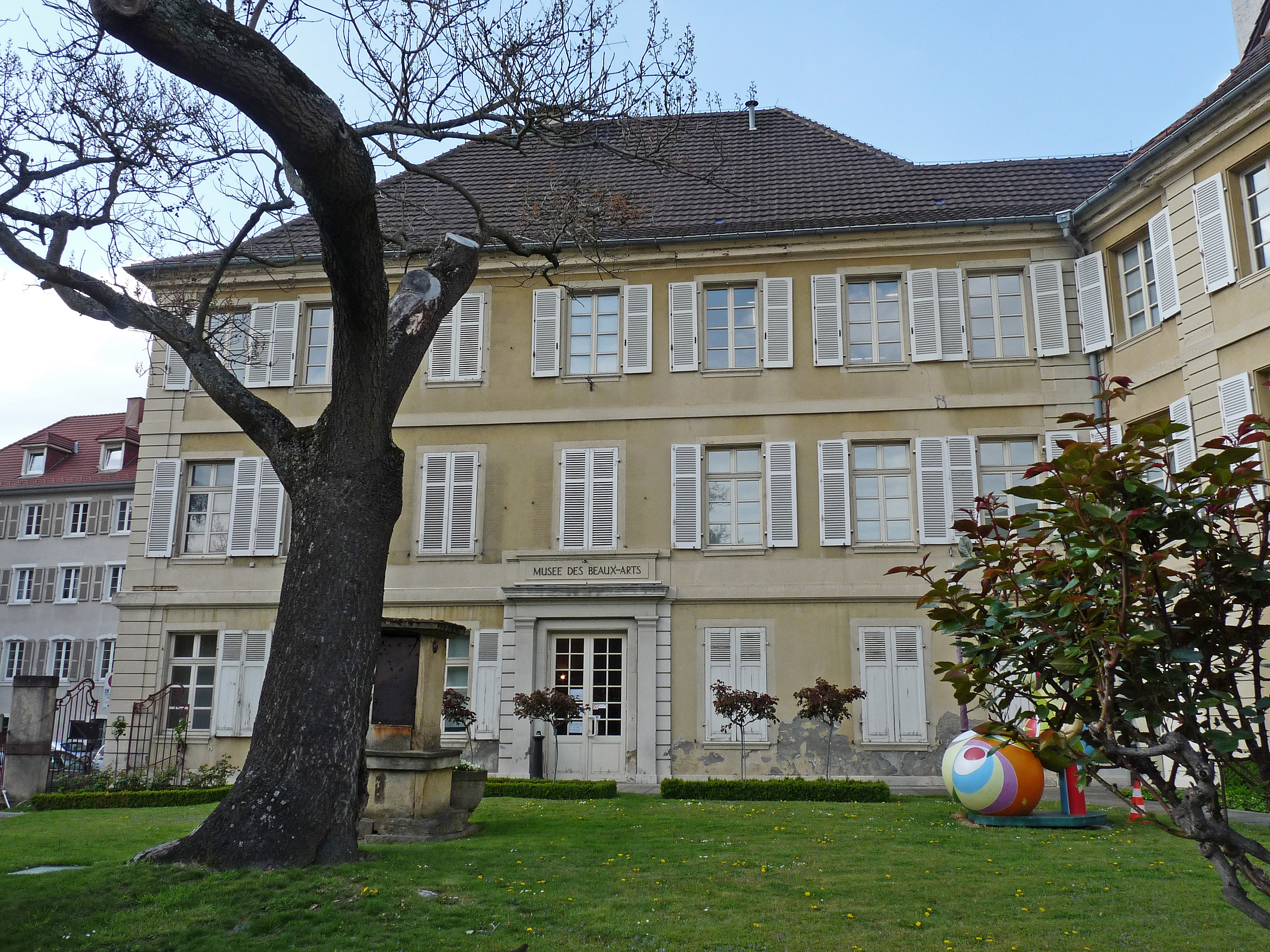
Museum der bildenden Künste in der Villa Steinbach

Das Musée des Beaux-Arts de Mulhouse ist ein französisches Kunstmuseum in Mulhouse (Département Haut-Rhin). Es befindet sich in einem – auch „Villa Steinbach“ genannten – herrschaftlichen Stadthaus aus dem 18. Jahrhundert. Es wurde 1864 auf Initiative von Frédéric Engel-Dollfus und der Industriellen Gesellschaft Mülhausen (SIM) gegründet und gehört heute der Stadt Mulhouse.

## Geschichte
Mulhouse wurde erst 1798 mit Frankreich vereinigt und erfuhr im 19. Jahrhundert einen wirtschaftlichen Aufschwung und ein außergewöhnliches Bevölkerungswachstum, besaß aber im Gegensatz zu vergleichbaren Städten kein Museum und auch keine Kunstsammlung von Bedeutung.  
Im Jahr 1864 griff der reiche Sammler Frédéric Engel-Dollfus die Idee der Gründung eines Museums auf. Der Schwiegersohn von Jean Dollfus, dem Unternehmenschef der Firma DMC, überließ dem Museum 16 Gemälde und überzeugte die Industrielle Gesellschaft, die Stadt und andere lokale Kunstliebhaber, zum Aufbau einer richtigen Sammlung beizutragen. Nach und nach gingen die Spenden ein, aber das 1866 von der Stadt versprochene Gebäude, wurde aufgrund des Deutsch-Französischen Krieges und der anschließenden Annexion durch Deutschland nicht bereitgestellt.  
Die Industrielle Gesellschaft beschloss den Bau des Gebäudes in Eigenregie. Es wurde 1863 eingeweiht; seine erste Etage war für das Kunstmuseum vorgesehen. Das imposante Bauwerk am Ufer des Kanals beherbergt heute das Stoffdruckmuseum. Die Kataloge dokumentieren das Wachstum der Sammlungen: 1891 waren 296 Gemälde verzeichnet, 1897 sind es 492.

## Sammlung
Die permanente Sammlung wird im ersten Stock der Villa ausgestellt.

### Mittelalterliche Kunst

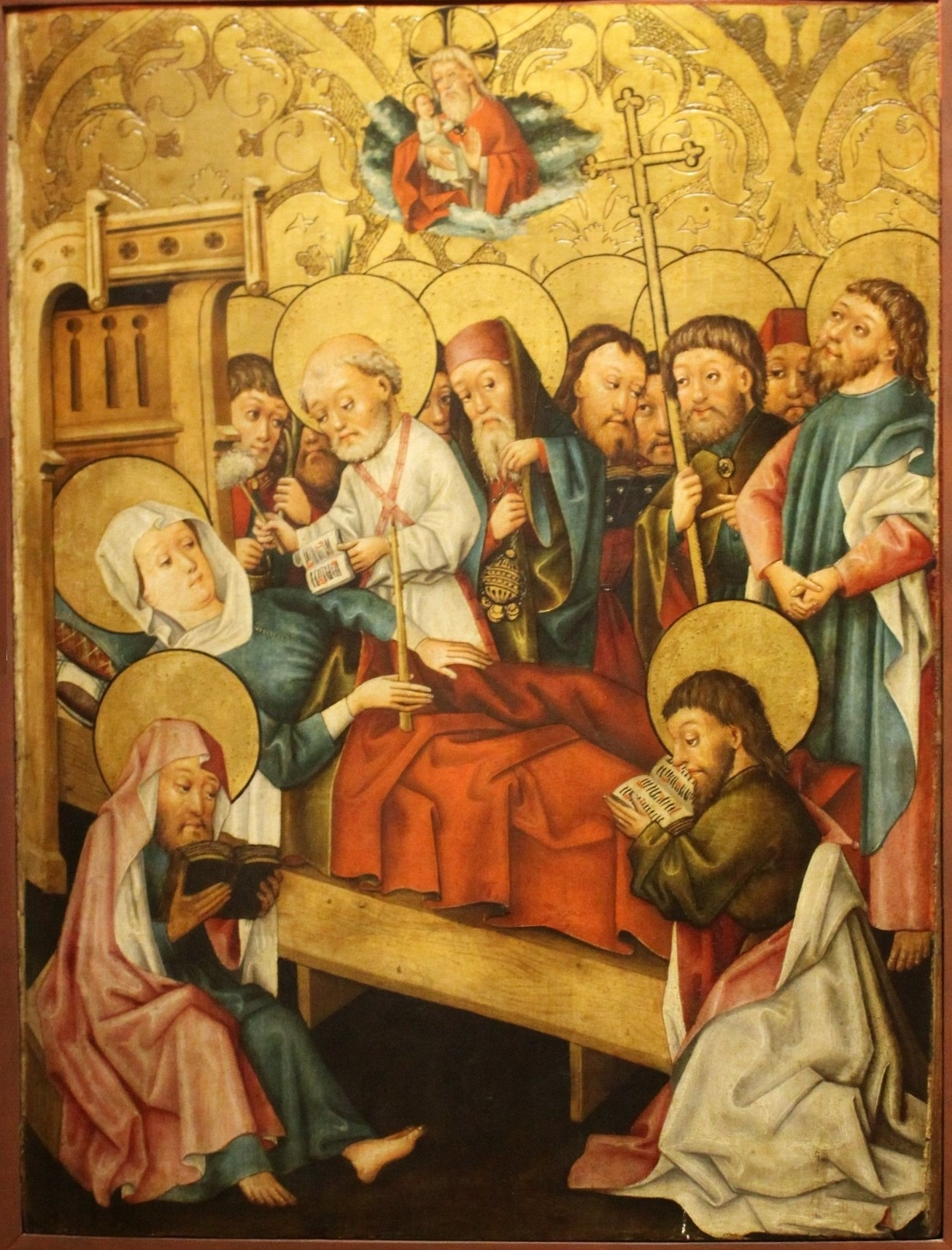
Tafelbild des Lösel-Retabels.

Die Fenster des Temple Saint-Étienne, die Skulpturen und die Tafelbilder aus Holz sind Beispiele für die religiöse Kunst des Elsass. Die drei Tafeln des Retabel Lösel aus Rheinfelden zeigen die Auferstehung Christi, die Entschlafung und die Begegnung des Auftraggebers Jean Lösel, Großprior von Rheinfelden, mit der Jungfrau vermittelt durch die Heilige Barbara.
Das bemerkenswerteste Kunstwerk für diese Periode ist die Doppelbüste zweier Bischöfe (Heiliger Ägidius und Heiliger Benedikt, Bischof von Straßburg). Zwei sehr expressiv ausgeführte Köpfe aus Holz um 1500 von Veit Wagner für das Retabel der Kirche Saint-Pierre-le-Vieux (Straßburg). Es ist das älteste Zeugnis der Kunst des Porträts im Museum. Im Werk Der ungläubige Thomas, ein anderes Fragment des Retabels, inspiriert von einer Grafik Dürers, zeigt den Stifter in kleinem Maßstab abseits von Christus und den Aposteln.

### Renaissance
In dieser Zeit werden religiöse Sujets zwar tradiert, doch man öffnet sich der Mythologie, der Landschaft und dem alltäglichen Leben. Das Museum besitzt ein Werk von Lucas Cranach Venus und Amor und eine Heilige Katharina empfängt die Stigmata von Christus. Das Gemälde wurde dem Sieneser Maler Matteo Balducci Anfang des Cinquecento zugeschrieben. Es kam 1928 in die Sammlung der Société industrielle de Mulhouse dank einer Spende einer Erbin von Madame Thorens Dollfus.

### 17. Jahrhundert
Die Szene beim Eislaufen in Öl auf Holz von Pieter Brueghel dem Jüngeren aus dem Jahr 1613 ist das bekannteste Werk des Museums. Mit einem Kücheninterieur ist Hendrick Martensz Sorgh vertreten.
Von Jacob van Ruisdael ist eine Waldszene in der Sammlung, von der es eine Skizze im British Museum gibt. Diese zeigt eine minutiöse dramatisierte Naturwiedergabe.
Italienischer Barock wird repräsentiert von den Thermen von Caracalla von Giovanni Ghisolfi, Himmelfahrt von Francesco Solimena und einer zerklüfteten Landschaft in der Versuchung des Heiligen Antonius von Sebastiano Ricci und seinem Neffen Marco.
Mehrere Stillleben befinden sich in der Sammlung wie das Stillleben von Peter Binoit auf Kupfer gemalt oder die Fische auf dem italienischen Markt von Giuseppe Fardella und ein Vanitas-Stillleben von Madeleine de Boullonge.
Das 18. Jahrhundert sticht durch seine dekorativen Kompositionen hervor, wie etwa die monumentalen Stillleben von Alexandre-François Desportes, Porträts von Jean-Gaspard Heilmann (eines in festlichen Kleidern, das andere in Atelierkleidung) und vor allem das Porträt des Bankiers Jabach von Hyacinthe Rigaud um 1688. François Boucher ist vertreten durch das Urteil des Paris, das um 1763 entstand.

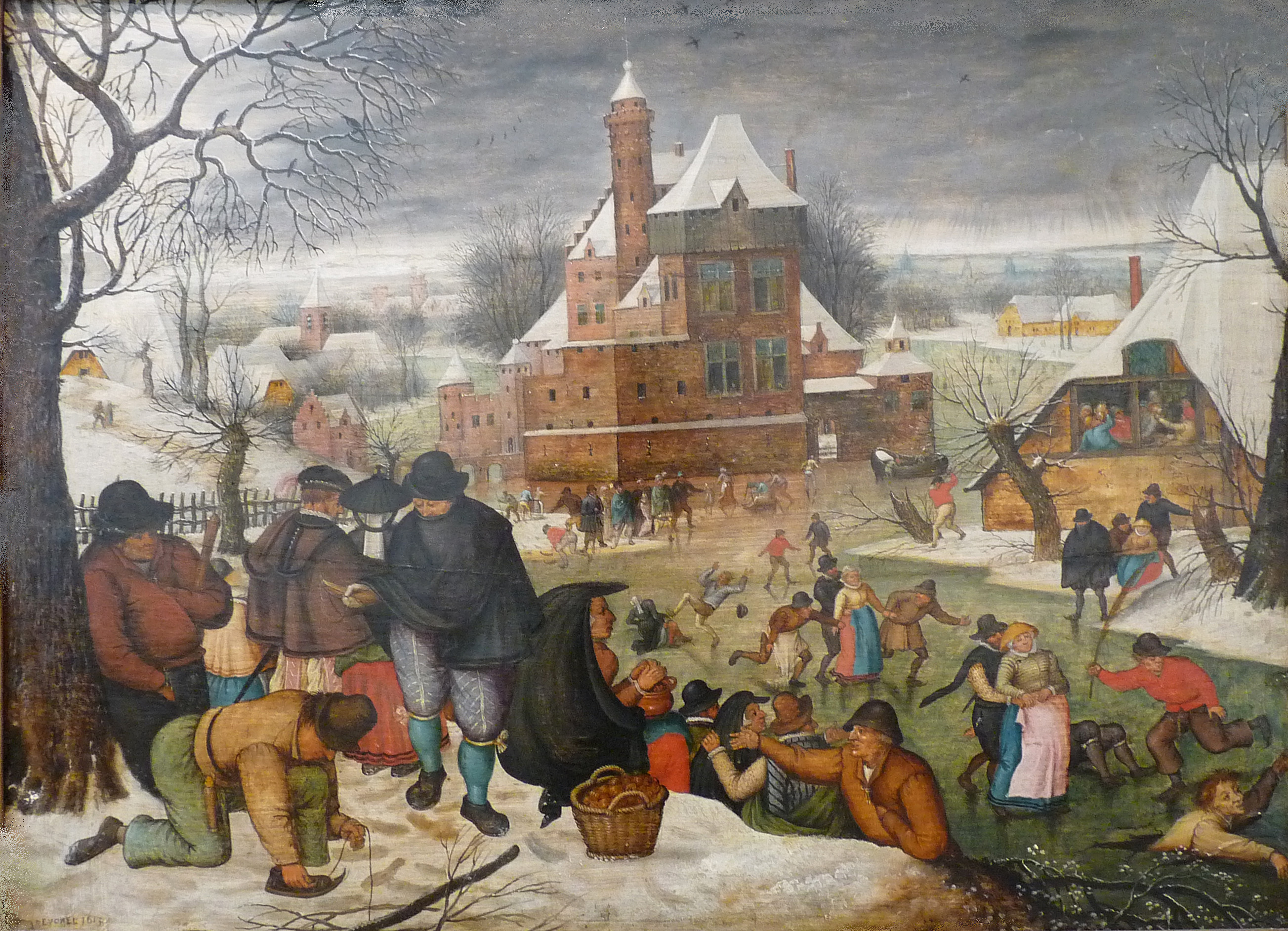
Brueghel der Jüngere, Szene beim Eislaufen
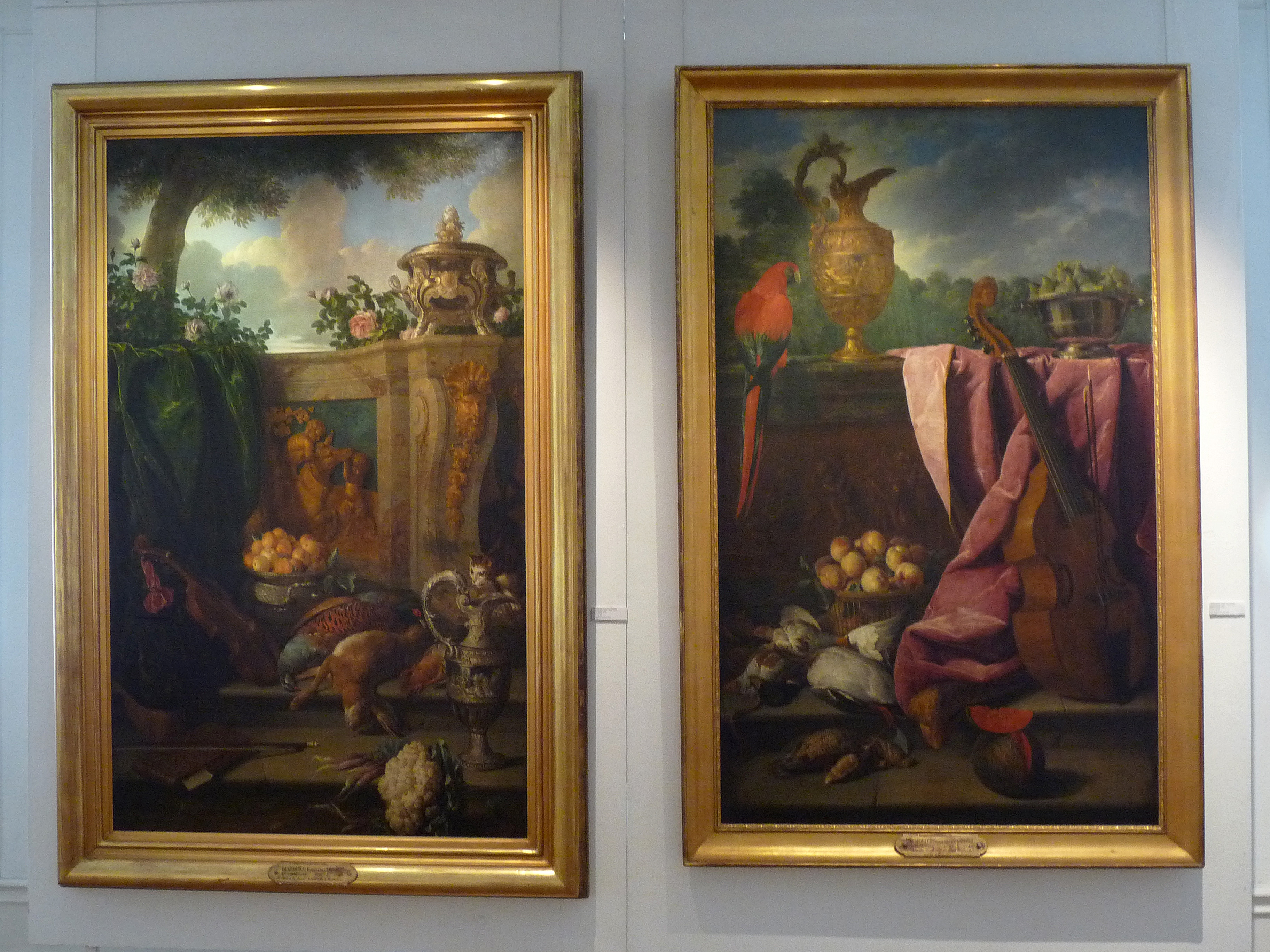
Alexandre-François Desportes, Stillleben
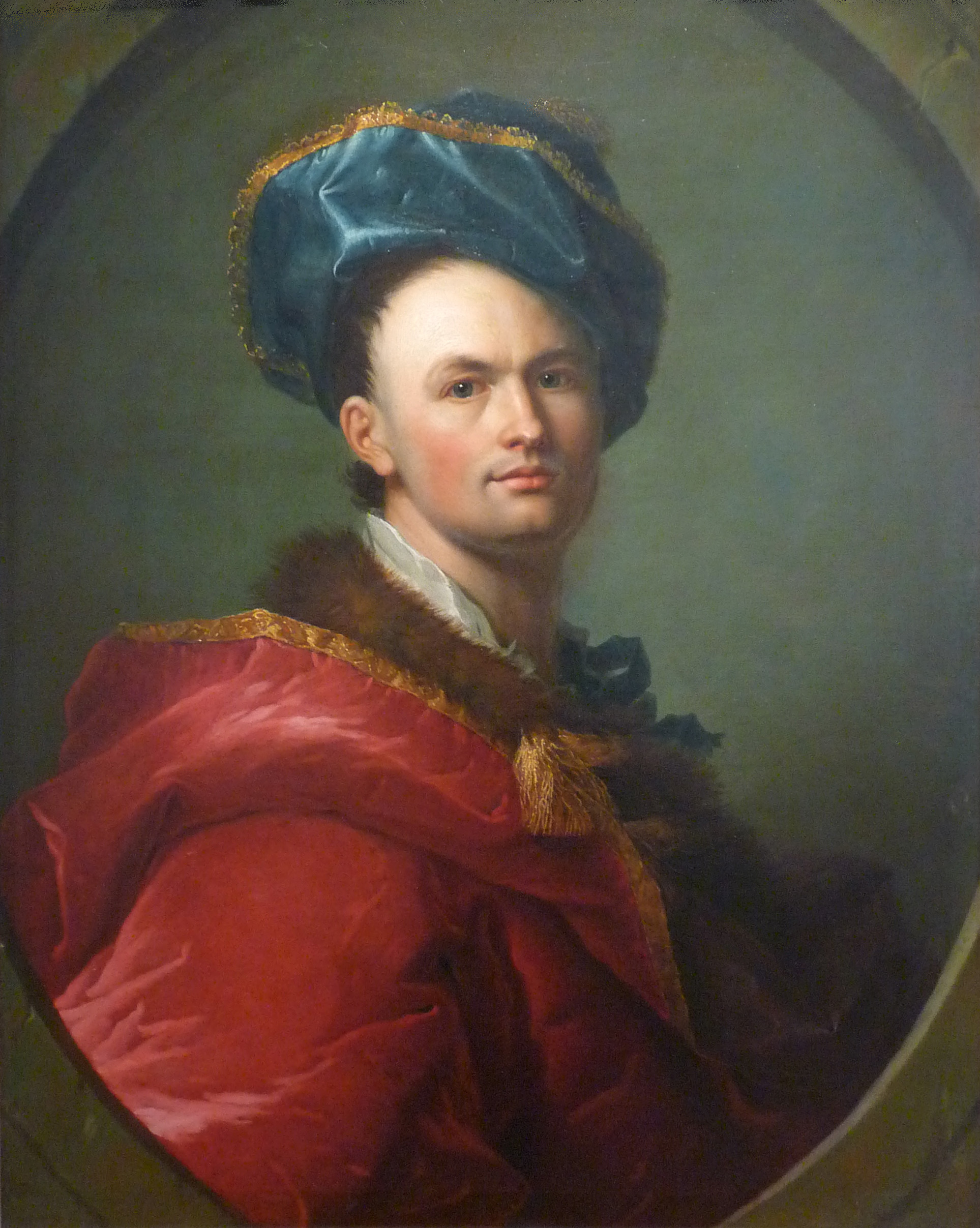
Jean-Gaspard Heilmann, Selbstporträt
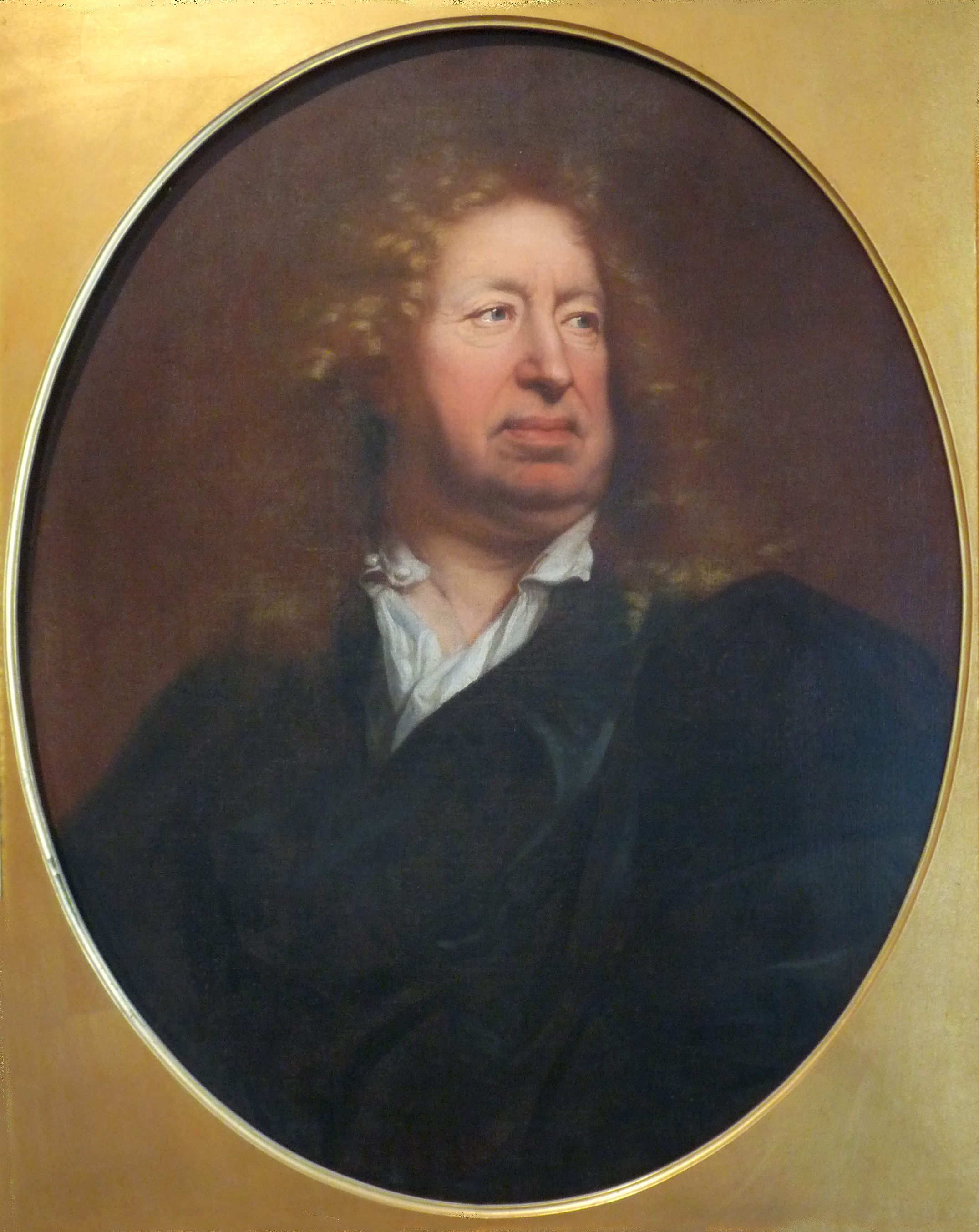
Hyacinthe Rigaud, Porträt von Jabach

### 19. Jahrhundert

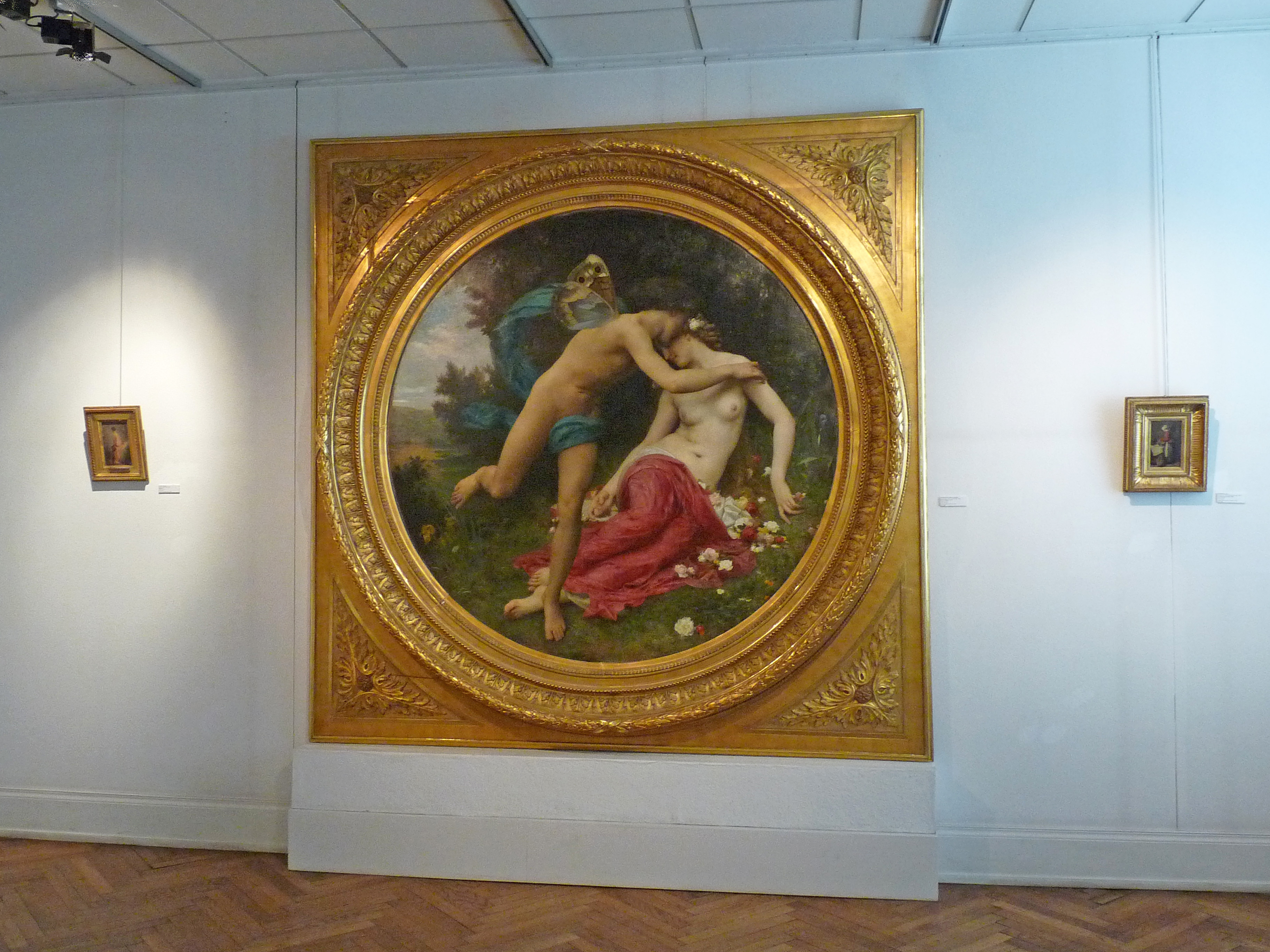
William Bouguereau, Flora und Zephyr

In der Sammlung befinden sich zahlreiche Meister des 19. Jahrhunderts, deren Werke meist im Salon ausgezeichnet und beim Bürgertum geschätzt wurden. 
Die Landschaftsmalereien Wald im Umland von Genf des Schweizers Alexandre Calame, der Wilddieb von Constant Troyon, Landschaft mit Reh von Gustave Courbet, Küste des Lac du Bourget von Adolphe Appian zeugen vom Triumph des ländlich-pastoralen Stils.
Das Gemälde Kuss von Flora und Zephyr (1875) von William Bouguereau bekam 1850 den Prix de Rome. Es ist ein gutes Beispiel für die akademische Malerei der Epoche. Auch die kleineren Werke die Badende von Charles Chaplin und Leda und der Schwan von Tony Robert-Fleury entstammen dieser Tradition.
Der Aufstieg des Individualismus begünstigte die Entwicklung der Porträtmalerei. Von Eugène Emmanuel Amaury-Duval besitzt das Museum ein Porträt des Komponisten Reber, eine Dame aus Mulhouse von Ferdinand Wachsmuth, ein Porträt einer Italienerin von Louis-Charles-Auguste Couder und das Porträt einer Spanierin von Henri Regnault.
Die meisten Porträts sind von Jean-Jacques Henner. Ausgiebig malte er seine Familie M. Séraphin Henner, Madame Séraphin Henner, Eugénie Henner, Jules Henner sowie die Künstlerfreunde Jean Benner und sein Zwillingsbruder Emmanuel Benner, die Leute von Sundgau und seine Gönnerin Madame Daniel Dollfus-Koechlin. Zudem malte er geheimnisvolle Frauenporträts wie Lola, die Frierende und kleine Schäferin.

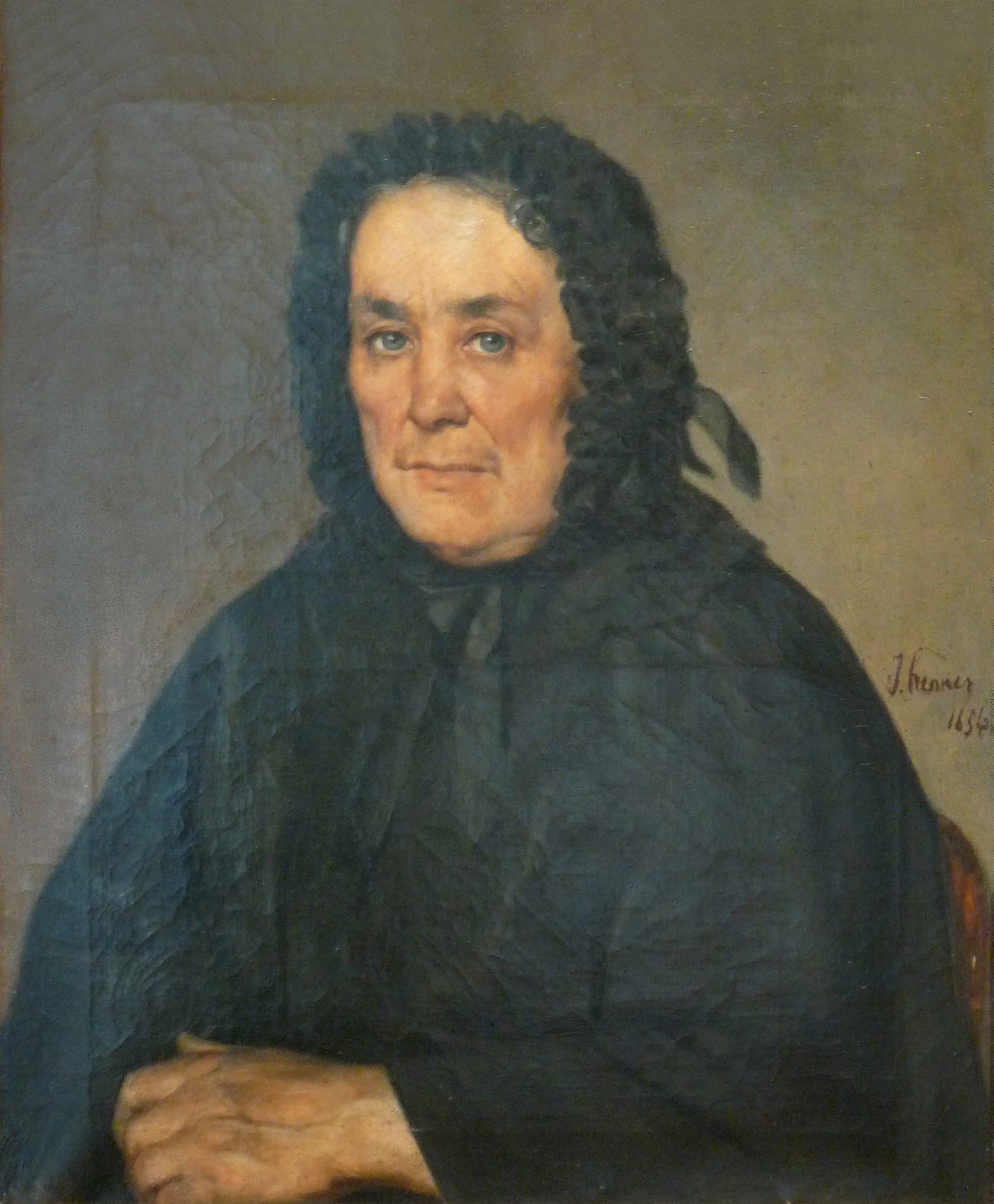
Henner, Porträt von Madame Kaufmann
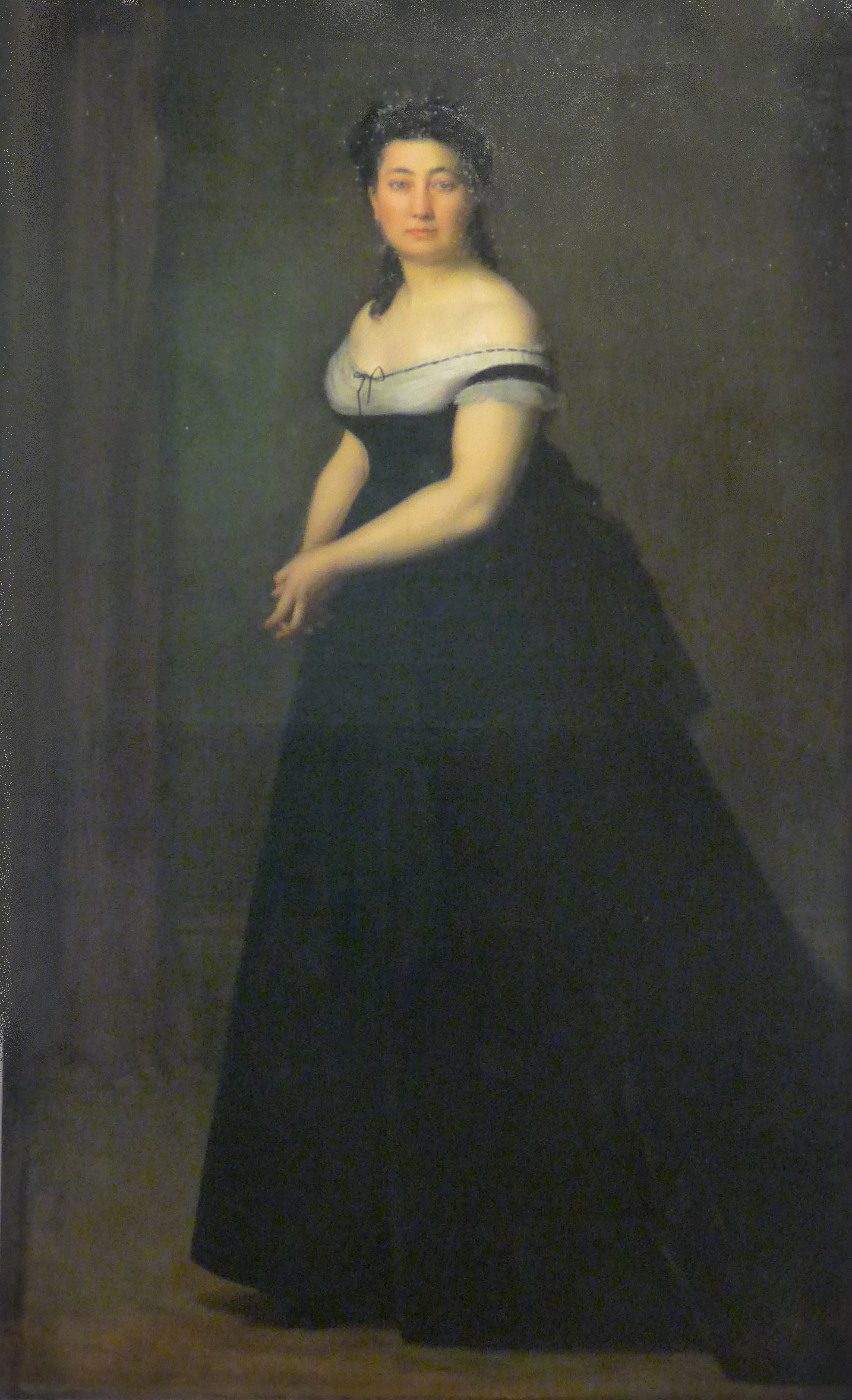
Henner, Porträt von Madame Daniel Dollfus-Koechlin
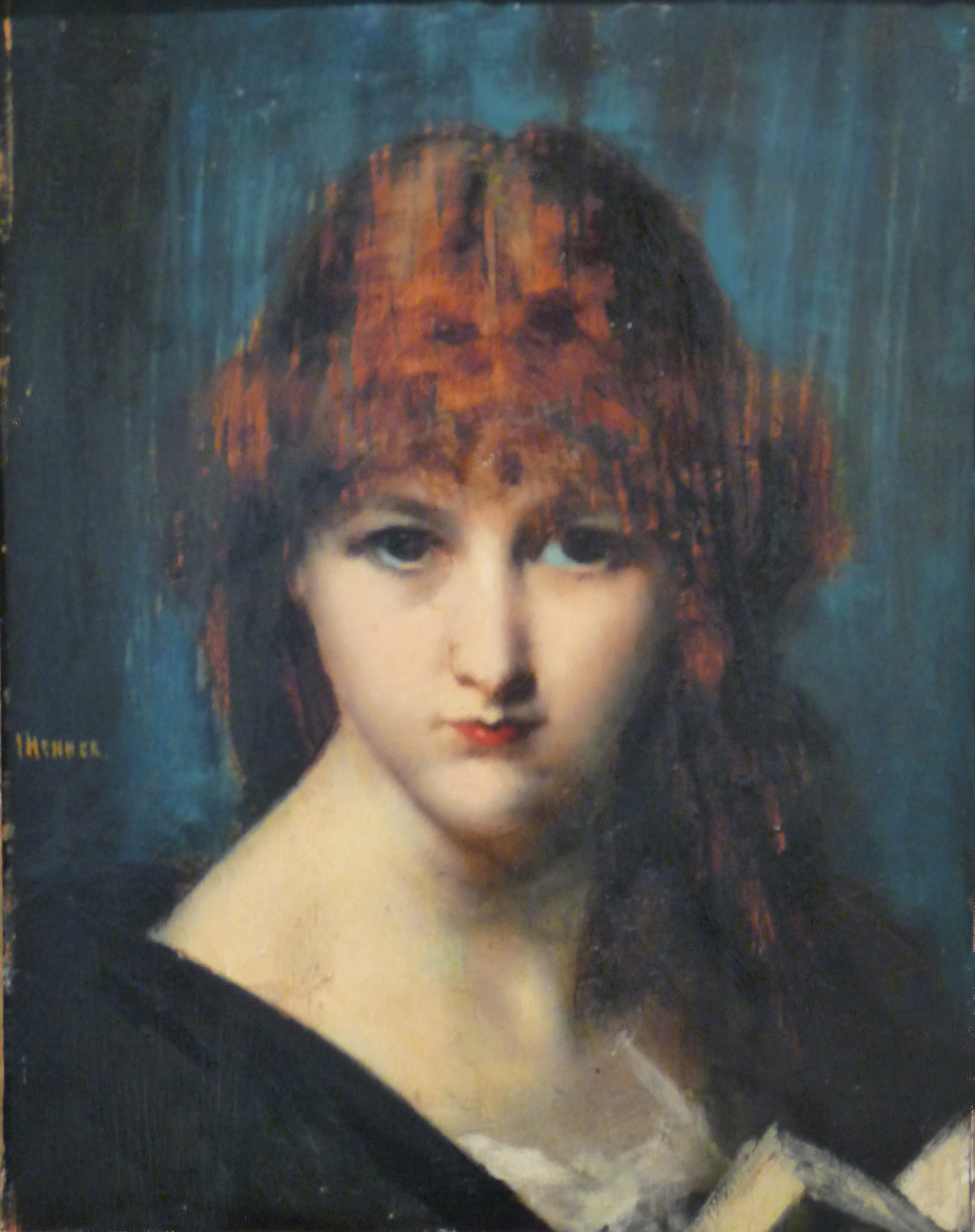
Henner, Porträt einer Frau
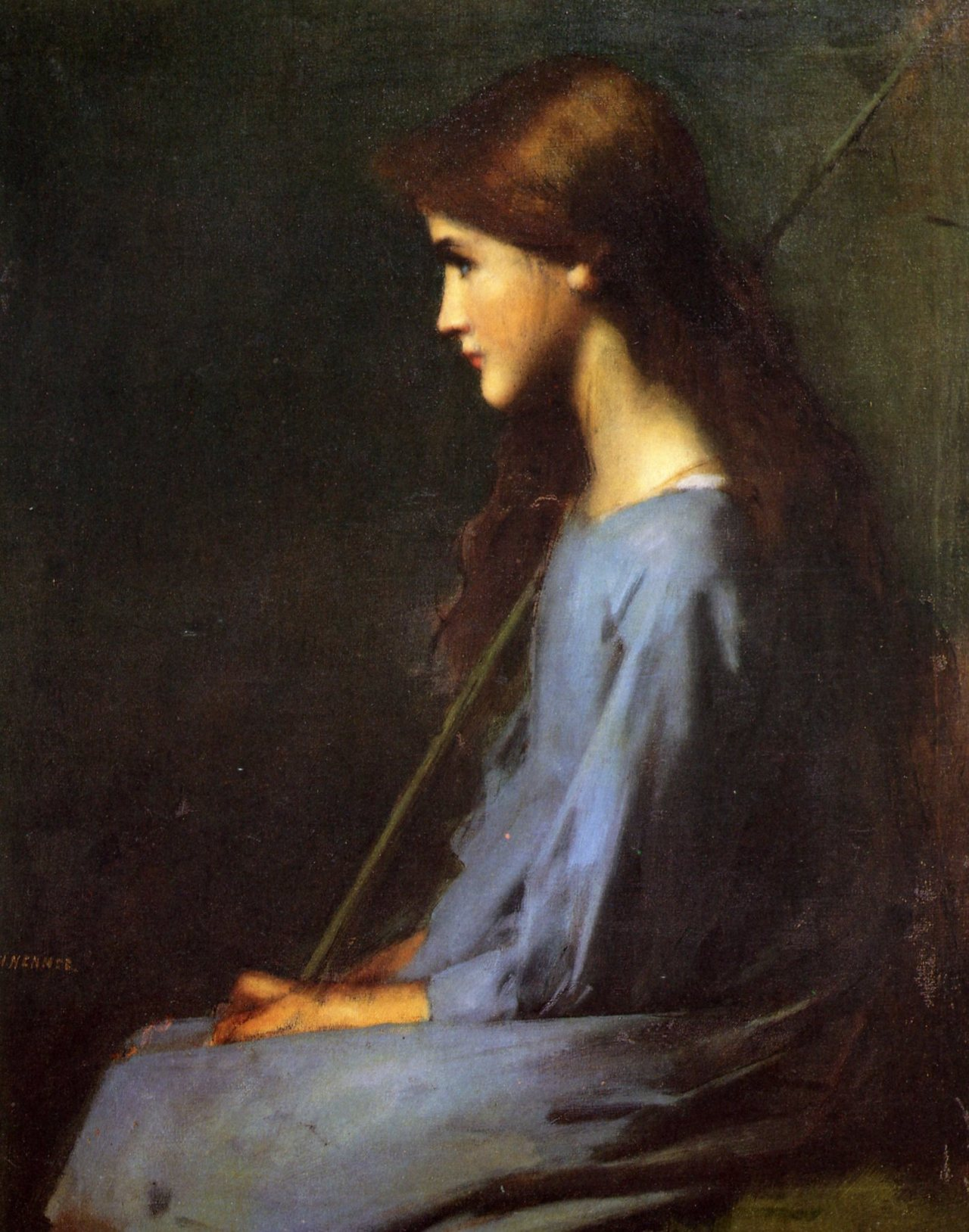
Henner, Kleine Schäferin

Genreszenen sind die Tableaus Der sitzende Alte von Martin Drolling, Die kleine Besenhändlerin von demselben Künstler, Die Suppenköchin von François Bonvin oder der Koch (Farniente) von Joseph Bail.

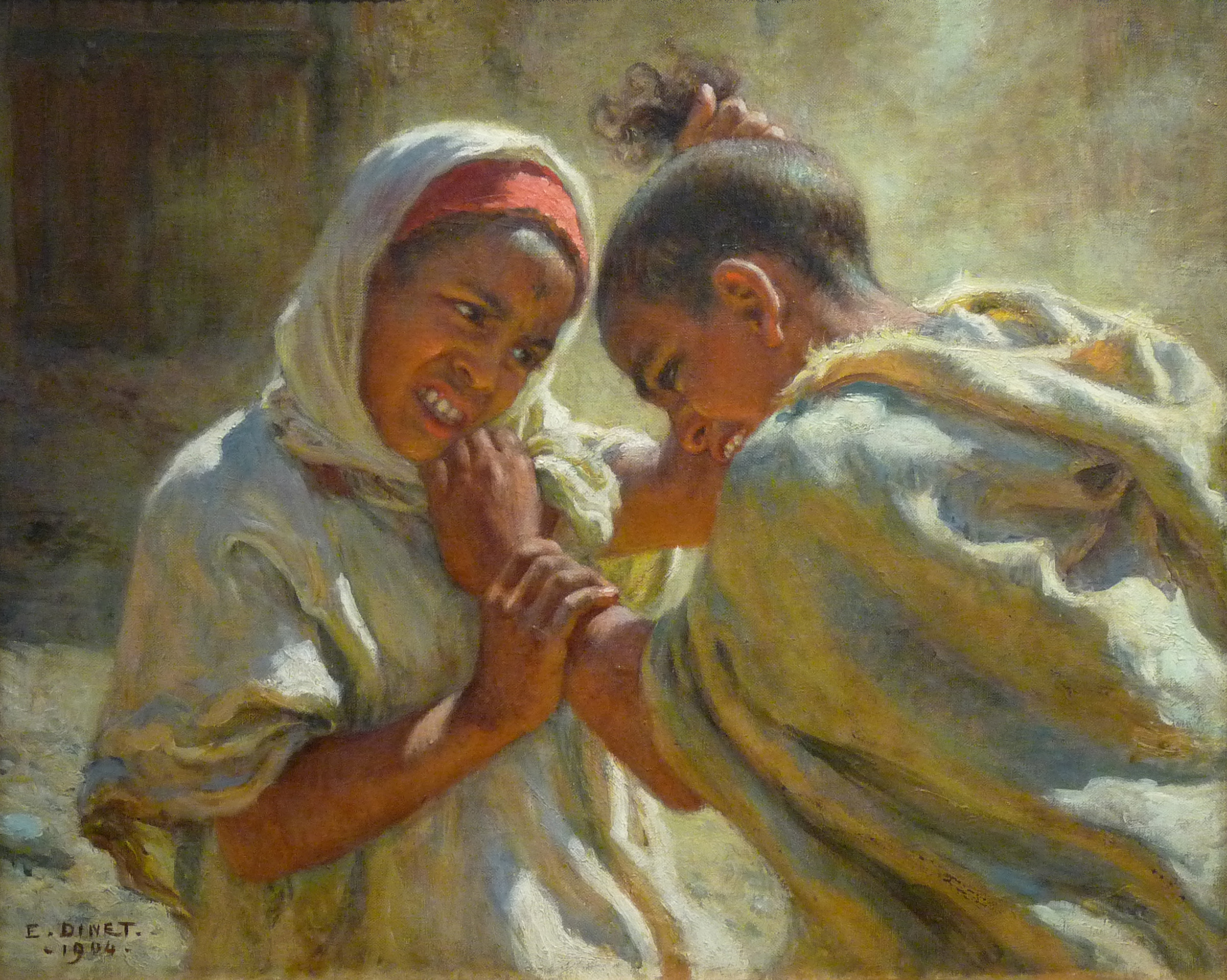
Étienne Dinet, Der Streit

Einige Werke im Museum thematisieren den Orientalismus und in einem Museumssaal werden die Gemälde thematisch ausgestellt: Der Einzug von Bonaparte in die Moschee von Kairo von Henri Léopold Lévy, Einzug des Scharif von Ouassan in die Moschee von Georges Clairin, Die Präsente eines Pascha von Benjamin-Constant, Kameltreiber in Kairo und Straße von Kairo von Charles-Théodore Frère, Der Streit von Étienne Dinet. Etwas später entstand Der Abend an den Toren von Meknès (1925) von Henri Rousseau.
Historienmalereien sind die Gemälde Der Sacco di Roma von Victor Schnetz, Die Flucht eines gallische Gefangenen von Évariste-Vital Luminais, Das Treffen von Cäsar und Ariovist im Elsass von Louis Frédéric Schützenberger, Behausung am Wasser, eine Familie der Steinzeit am Bielersee von Emmanuel Benner, Samson löst seine Fesseln von Pierre Glaize. Andere Werke zeigen Den Kampf von Essling von Fernand Cormon oder Die Belagerung von Paris 1870 von Gustave Doré.
Das Elsass nach 1870 inspirierte französische und ausländische Künstler. Der Kunsthistoriker Hans Haug nannte es einen folkloristischen Naturalismus. Beispiele sind Der Hahnentanz und Der Maibaum von Gustave Brion, Unter dem Blätterdach von Joseph Wencker und die Sendung aus Tonkin von Camille Alfred Pabst.

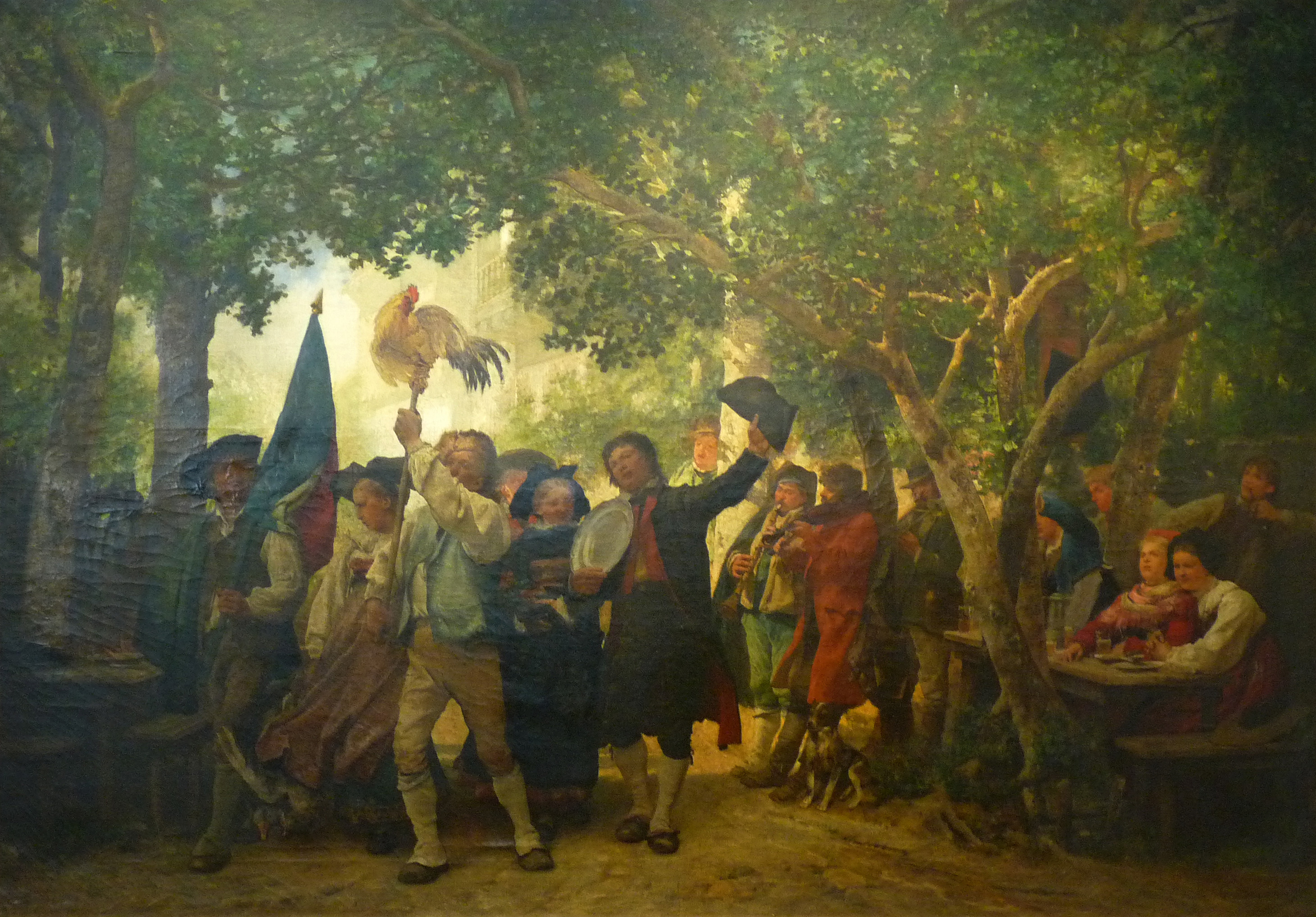
Gustave Brion, Sieger des Hahnentanzes
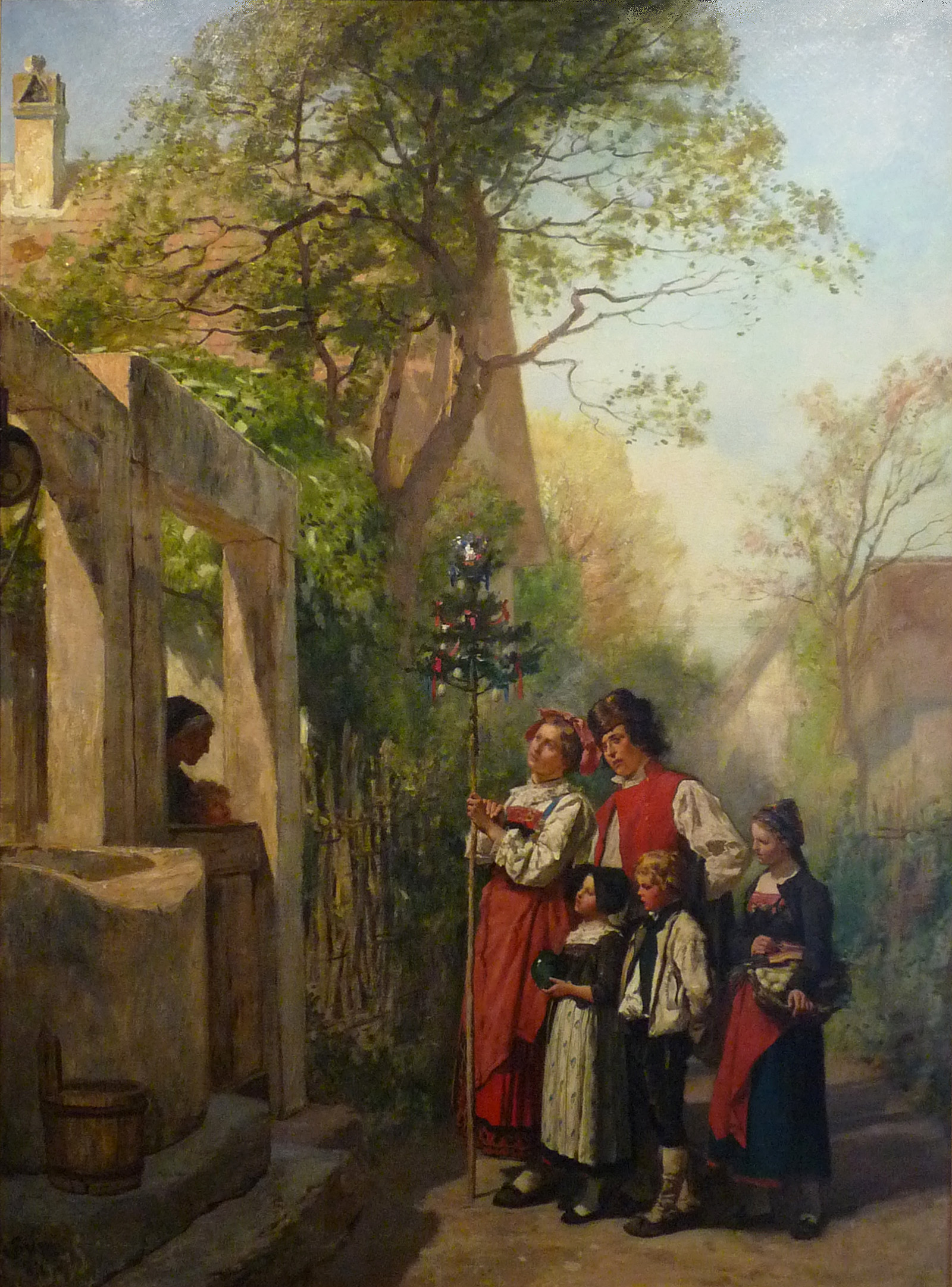
Gustave Brion, Maibaum, 1864
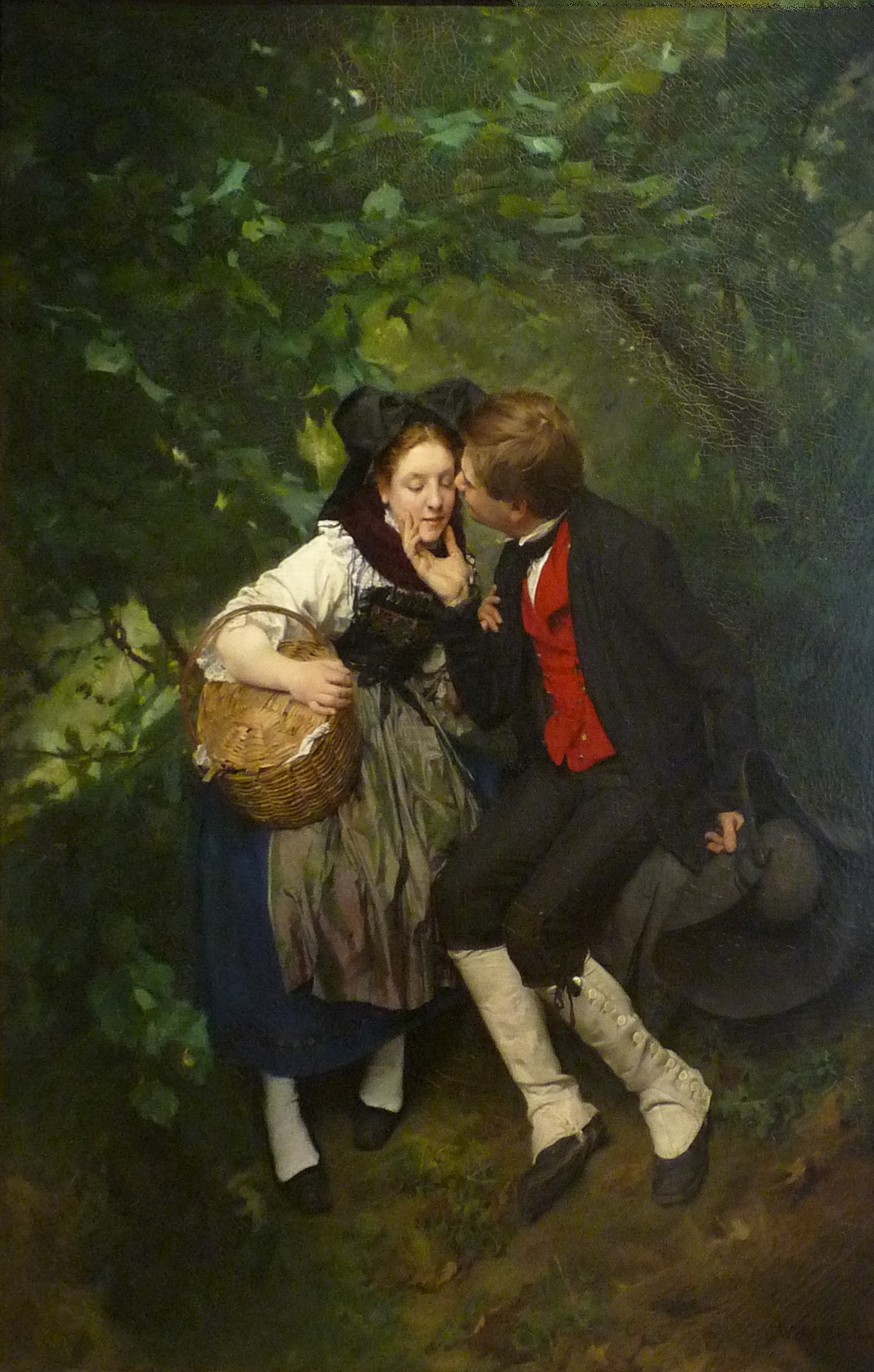
Joseph Wencker, Unter dem Blätterdach
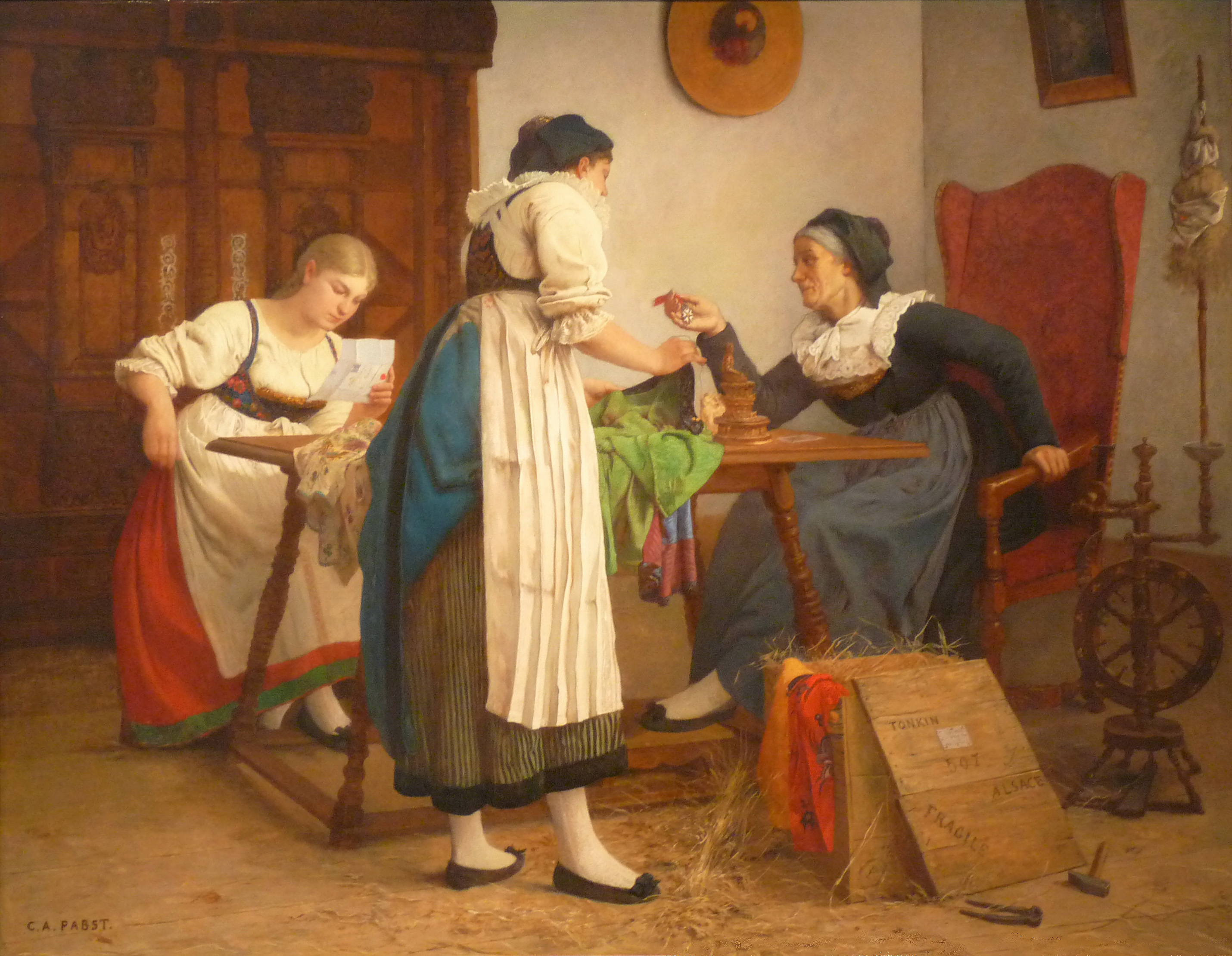
Camille Alfred Pabst, Sendung aus Tonkin

Wenige Impressionisten sind in der Sammlung vertreten. Einer ist Louis Isabey mit seinen Seestücken oder solche von Eugène Boudin. Dafür sind die Postimpressionisten stärker vertreten: Wintermorgen in Houdonville von Albert Lebourg, Straße in Vannes von Joseph Lépine, Seestück und Der Weiler von Serret (Var) von Julien Gustave Gagliardini und die Landschaften von Maxime Maufra.
Dem Symbolismus werden die Gemälde Junge Bäurin im Sonnenlicht und Junges Mädchen mit Rose von Henri Martin, oder junge Prinzessin der Renaissance und verschleierte Frauen von Lucien-Victor Guirand de Scevola zugerechnet.

### 20. Jahrhundert
Die Auswahl der modernen und zeitgenössischen Werke zeigt den Geschmack der ersten Spender, die den Kubismus, die abstrakte Kunst und das Erbe der Fauves bevorzugten. Darunter befinden die Werke Die schöne Italienerin von Georgette Agutte, Der Hafen von Rabat von Albert Marquet, Die Disteln von Louis Valtat oder Küste von Jean Puy. Die Schenkung Oulmont fügte der Sammlung Zeichnungen und Drucke von Othon Friesz, Antoine Bourdelle, Albert Gleizes und Kees van Dongen hinzu.
Die regionale Kunstproduktion zeigt sich in einer wichtigen Serie von Landschaften und Stillleben des Altkirchner Léon Lehmann und in mehreren Leinwänden (Der Geburtstag, Die Mühle von Borest, Baumeister und Architekten sowie Schrank mit Engel) von dem in Thann geborenen Charles Walch.
Nach der Kommunalisierung des Museums im Jahr 1958 begünstigte die Ankaufspolitik zeitgenössische Kunst. So kamen Künstler wie Aurélie Nemours, Jean Legros, Felicia Pacanowska, Éliane Thiollier, Dominique Philippe, Blasco Mentor, Tony Langen oder Frans Masereel in die Gründe der Sammlung.